# Zagrebačka frazeološka škola
Zagrebačka frazeološka škola naziv je za skupinu hrvatskih jezikoslovaca, frazeologa, koja je zasnovala temelje frazeologije u Hrvatskoj, a djeluje i danas. 
Utemeljiteljicom hrvatske frazeologije smatra se akademkinja Antica Menac, koja je u časopisu Jezik (god. 18, sv. 1, 1970.) objavila prvi frazeološki rad „O strukturi frazeologizama”, u kojemu utire temelje budućih frazeoloških istraživanja. Osamdesetih godina XX. st. djelovanjem Škole pokrenut je nakladnički niz Mali frazeološki rječnici, a 1982. Josip Matešić izdaje prvi frazeološki rječnik hrvatskoga jezika. 